# Tommy Felline
Tommy Felline (eigentlich Fellini, * um 1900–?) war ein US-amerikanischer Jazzmusiker (Banjo, Gitarre).

## Leben und Wirken
Tommy Felline arbeitete ab 1924 als Studiomusiker für die New Yorker Studiobands um Jimmy und Tommy Dorsey, Adrian Rollini und Irving Brodsky, wie den Kentucky Blowers, den California Ramblers (auch als Varsity Eight), The Little Ramblers (auch als The Goofus Five) und als The University Six, The Dixie Players und The Seven Hot Air-Men  Ferner arbeitete er in dieser Zeit mit Sam Lanin, Fred Rich, Ted Wallace, Jay C. Flippen und begleitete Vokalisten wie Al Bernard, Chick Bullock, Annette Hanshaw, Irving Kaufman, Bill Murray und Viola McCoy. In den frühen 1930er Jahren spielte er noch bei Bert Lown and His Hotel Biltmore Orchestra („Were You Sincere?“/„I’ve Found What I Wanted in You“,  Victor 22653), Miff Mole („Moanin’ Low“), Red Nichols und Ben Selvin; danach verliert sich seine Spur. Im Bereich des Jazz war er zwischen 1924 und 1936 an 340 Aufnahmesessions beteiligt.